# Stellifer rastrifer
Stellifer rastrifer är en fiskart som först beskrevs av Jordan, 1889.  Stellifer rastrifer ingår i släktet Stellifer och familjen havsgösfiskar. Inga underarter finns listade i Catalogue of Life.